# 入野駅 (広島県)

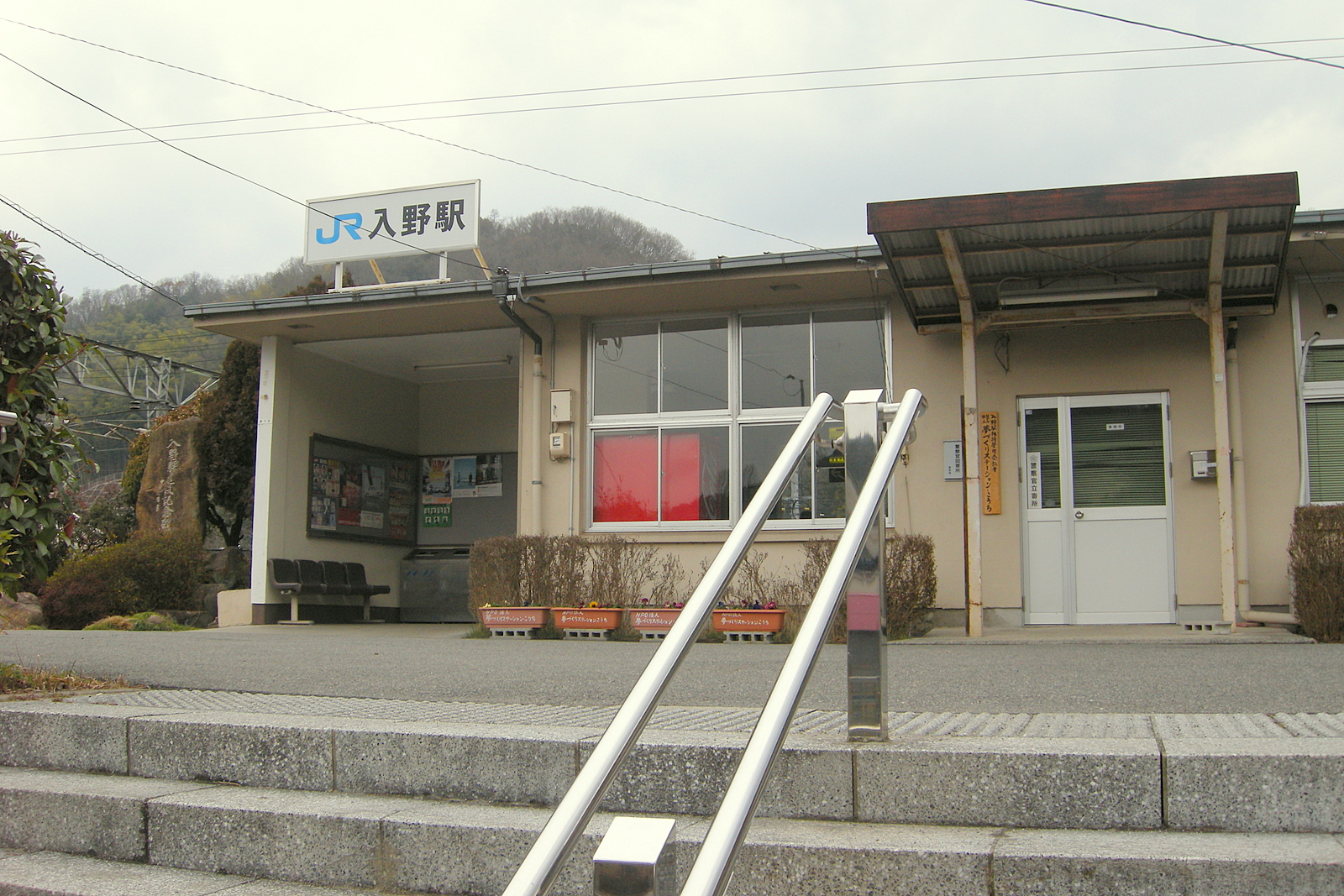
駅正面（2009年1月）

入野駅（にゅうのえき）は、広島県東広島市河内町入野にある、西日本旅客鉄道（JR西日本）山陽本線の駅である。駅番号はJR-G13。

## 歴史
- 1917年（大正6年）7月13日：現在の入野駅から200m岡山寄りの場所に入野信号場として鉄道院が開設[1]。
- 1939年（昭和14年）8月11日：入野信号場廃止[1]。
- 1953年（昭和28年）12月25日：日本国有鉄道（国鉄）の入野駅として現在地に新設[1]。旅客および荷物扱いのみ[1]。
- 1975年（昭和50年）3月28日：跨線橋竣工、使用開始[2]。
- 1984年（昭和59年）2月1日：荷物扱い廃止[1]。
- 1987年（昭和62年）4月1日：国鉄分割民営化に伴い、西日本旅客鉄道（JR西日本）の駅となる[1]。
- 1994年（平成6年）12月1日：無人駅化[3]。
- 1995年（平成7年）10月1日：管轄が広島支社の直轄（三原管理駅）から三原地域鉄道部に変更される[4]。
- 1997年（平成9年）6月7日：旧駅事務所内に、河内町高齢者能力活用協会事務所が移転[5]。
- 2007年（平成19年）9月1日：ICカード「ICOCA」が利用可能となる。
- 2018年（平成30年）
  - 6月1日：三原地域鉄道部廃止に伴い、三原駅の被管理駅となる[6]。
  - 7月6日：平成30年7月豪雨に伴い、営業休止。
  - 9月30日：三原駅 - 白市駅間運行再開[7]。
- 2020年（令和2年）9月：駅ナンバリング導入、使用開始[8][9]。

## 駅構造
相対式ホーム2面2線を有する地上駅。分岐器や絶対信号機を有さないため、停留所に分類される。広島側に跨線橋がある。
無人駅。ICOCAが利用可能（相互利用可能ICカードはICOCAの項を参照）。

### のりば
| ホーム | 路線     | 方向 | 行先           | 備考                           |
| ------ | -------- | ---- | -------------- | ------------------------------ |
| 駅舎側 | 山陽本線 | 下り | 西条・広島方面 |                                |
| 反対側 | 山陽本線 | 上り | 三原・福山方面 | 福山方面は三原または糸崎で乗換 |

- 本項ではJR西日本公式サイトの全域路線図[10]に従い路線記号・ラインカラーを表記しているが、当駅は広島シティネットワークエリア外のため、2016年3月ダイヤ改正時点の駅掲示時刻表においてはアルファベットのないラインカラーシンボルが使われている。
- 案内上ののりば番号は設定されていない。

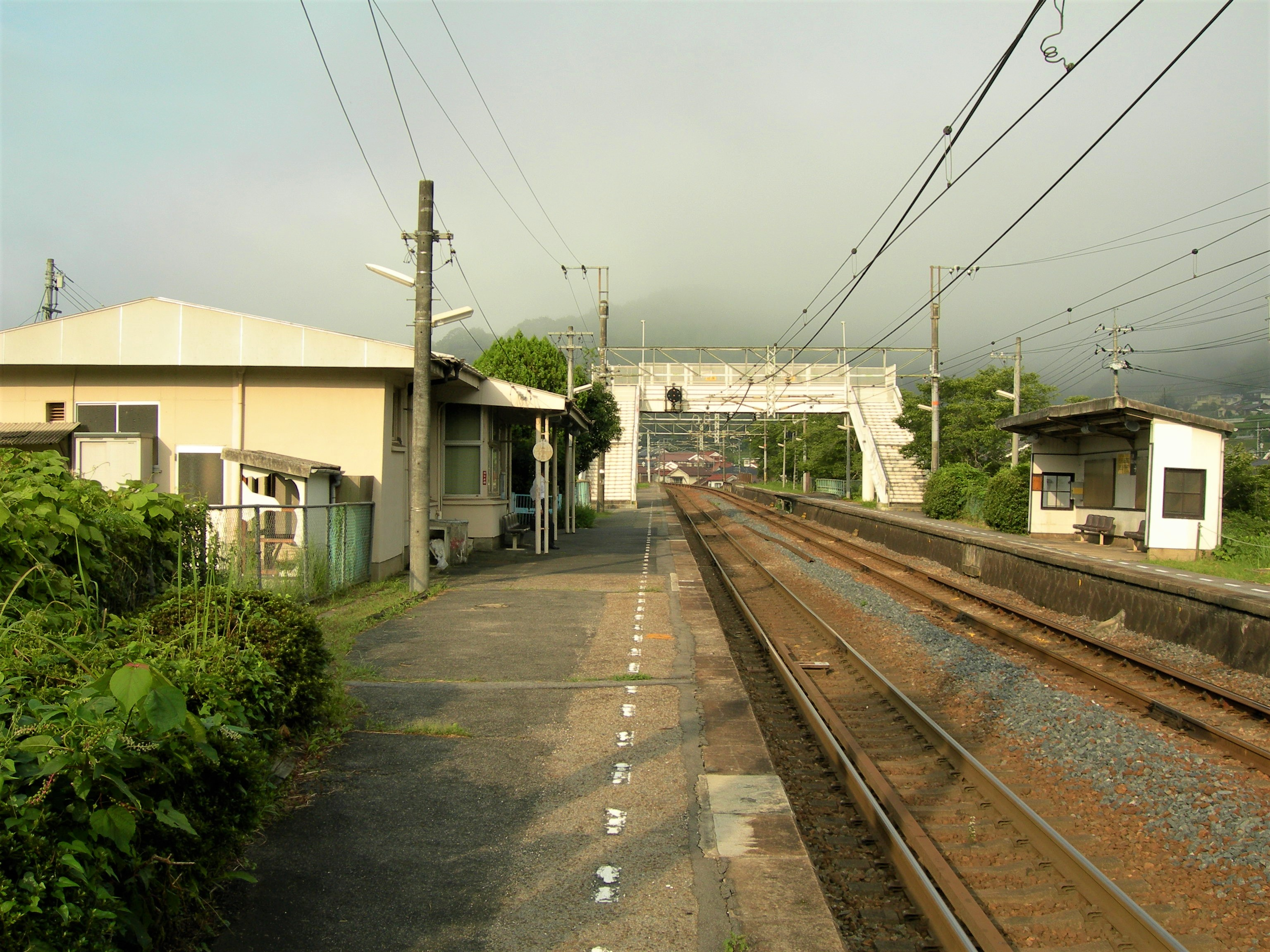
ホーム（2009年8月）

## 利用状況
近年の1日平均乗車人員の推移は以下の通り。特記の無いものは「統計でみる東広島」による。

当駅は、山陽本線の広島県内の駅で最も利用客が少ない。
| 年度                | 1日平均 乗車人員 |
| ------------------- | ---------------- |
| 1989年（平成 元年） | 349              |
| 1990年（平成02年）  |                  |
| 1991年（平成03年）  |                  |
| 1992年（平成04年）  | 290              |
| 1993年（平成05年）  |                  |
| 1994年（平成06年）  |                  |
| 1995年（平成07年）  |                  |
| 1996年（平成08年）  | 268              |
| 1997年（平成09年）  | 246              |
| 1998年（平成10年）  | 238              |
| 1999年（平成11年）  | 212              |
| 2000年（平成12年）  | 205              |
| 2001年（平成13年）  | 215              |
| 2002年（平成14年）  | 211              |
| 2003年（平成15年）  | 211              |
| 2004年（平成16年）  | 206              |
| 2005年（平成17年）  | 211              |
| 2006年（平成18年）  | 207              |
| 2007年（平成19年）  | 213              |
| 2008年（平成20年）  | 232              |
| 2009年（平成21年）  | 235              |
| 2010年（平成22年）  | 227              |
| 2011年（平成23年）  | 232              |
| 2012年（平成24年）  | 241              |
| 2013年（平成25年）  | 240              |
| 2014年（平成26年）  | 236              |
| 2015年（平成27年）  | 231              |
| 2016年（平成28年）  | 245              |
| 2017年（平成29年）  | 246              |
| 2018年（平成30年）  | 214              |
| 2019年（令和 元年） | 211              |
| 2020年（令和02年）  | 201              |
| 2021年（令和03年）  | 181              |
| 2022年（令和04年）  | 186              |

## 駅周辺
- 国道432号
- グリューネン入野（住宅街）[14]
- 竹林寺（登山道で篁山を登った先にある。タクシー等で行くのが良い）

## 隣の駅
西日本旅客鉄道（JR西日本）
 山陽本線
河内駅 (JR-G14) - 入野駅 (JR-G13) - 白市駅 (JR-G12)